# Pleurostelma schimperi
Pleurostelma schimperi là một loài thực vật có hoa trong họ La bố ma. Loài này được (Vatke) Liede miêu tả khoa học đầu tiên năm 1994.